# Beni M'tir
Beni M'tir, Beni M'Tir, Beni Mtir o Beni Metir (àrab: بني مطير, Banī Maṭīr) és un poble al nord-est de Tunísia, dins la regió muntanyosa de Khumayr, a uns pocs quilòmetre d'Aïn Draham. Situat a 650 metres d'altitud i vinculat a la governació de Jendouba, Beni M'tir constitueix la menys poblada de les municipalitats del país, amb una població de 784 habitants en 2014, en la seva majoria joves que viuen principalment de la feina que donen la Société tunisienne de l'électricité et du gaz i la Société nationale d'exploitation et de distribution des eaux. Forma part de la delegació de Fernana.

## Administració
Forma una municipalitat o baladiyya amb codi geogràfic 22 16 (ISO 3166-2:TN-12).
És el centre del sector o imada homònim, amb codi geogràfic 22 56 56, dins de la delegació o mutamadiyya de Fernana (22 56).